# San Miguel Foundation for the Performing Arts
The San Miguel Foundation for the Performing Arts es un grupo musical multi-galardonado de Filipinas. Fue creada en mayo de 2001 por Eduardo "Danding" Cojuangco y el músico Ryan Cayabyab que fue defensor de la preservación, sobre el desempeño y desarrollo de la música filipina.
La fundación se compone de dos grupos artísticos principales: la Orquesta Filarmónica y el Coro Maestro de San Miguel. Estos grupos artísticos se han estrenado más de cien composiciones y arreglos en varios conciertos y grabaciones. La Fundación también se compromete en la coproducción con otros organismos para promover la música filipina.